# Dmitri Mendeléyev
Dmitri Ivánovich Mendeléyev (en ruso: Дми́трий Ива́нович Менделе́ев [ˈdmʲitrʲɪj ɪˈvanəvʲɪtɕ mʲɪndʲɪˈlʲejɪf]ⓘ; Tobolsk, 27 de enerojul./ 8 de febrero de 1834greg.-San Petersburgo, 20 de enerojul./ 2 de febrero de 1907greg.) fue un químico ruso, conocido por haber descubierto el patrón subyacente de la periodicidad de las propiedades de los elementos químicos. Sus estudios y conclusiones al respecto, fueron publicadas en 1869 junto con la primera versión de tabla periódica, que ahora se conoce como la tabla periódica de los elementos.
Sobre las bases del análisis espectral establecido por los alemanes Robert Bunsen y Gustav Kirchhoff, se ocupó de problemas químico-físicos relacionados con el espectro de emisión de los elementos. Realizó las determinaciones de volúmenes específicos y analizó las condiciones de licuefacción de los gases, así como también el origen de los petróleos.
Su investigación principal fue la que dio origen a la enunciación de la ley periódica de los elementos, base del sistema periódico que lleva su nombre. Tuvo influencia sobre él el artículo de 1858 "Sunto di un corso di Filosofia Chimica" de Stanislao Cannizzaro. 

## Biografía
Dmitri Ivánovich Mendeléyev nació en la villa de Vérjnie Aremzyani, situada al este de Tobolsk, Siberia. Fue el menor de al menos 17 hermanos de la familia formada por Iván Pávlovich Mendeléyev y María Dmítrievna Mendeléyeva. En el mismo año en que nació, su padre quedó ciego perdiendo así su trabajo de director del colegio del pueblo. 
Recibían una pensión insuficiente, por lo que la madre tuvo que tomar las riendas de la familia y reabrir la fábrica de cristal que había fundado su abuelo materno en las cercanías de Tobolsk. Desde joven, destacó en ciencias en la escuela, no así en ortografía. Un cuñado suyo, exiliado por motivos políticos y un químico de la fábrica le inculcaron el amor por las ciencias.
A la edad de quince años, el padre de Dmitri falleció y poco después la fábrica de cristal, que su madre dirigía, se perdió como consecuencia de un incendio. En esa época, la mayoría de los hermanos, excepto una hermana, ya se habían independizado, y la madre se los llevó a Moscú para que Dmitri pudiese ingresar en la Universidad. Sin embargo, Mendeléyev no fue admitido; su origen siberiano le cerró las puertas de las universidades de Moscú y San Petersburgo, por lo que se formó en el Instituto Pedagógico de esta última ciudad.Uno de los mayores rasgos físicos era su enorme barba la cual, según dicen los historiadores, solo se afeitaba una vez al año.
En 1862, se casó con Feozva Nikítichna Leschiova con la que tuvo tres hijos, uno de los cuales falleció. Este fue un matrimonio infeliz y, desde 1871, vivieron separados. Fue acusado de bígamo, pues una vez divorciado de su esposa, volvió a contraer matrimonio, sin esperar los siete años que exigía la legislación rusa.
Encontró la felicidad casándose con Anna Ivánovna Popova, 26 años menor que él. Para lograrlo, Mendeléyev estuvo cuatro años desesperado, incluso llegó a caer en una depresión, debido a que su mujer se negaba a concederle el divorcio y la familia de Anna se oponía tajantemente. A punto de darse por vencido, consiguió el divorcio de su esposa y fue en busca de Anna que se encontraba en Roma. En 1882, contrajeron matrimonio. Tuvieron cuatro hijos, la mayor de los cuales, Liubov, se casaría con el poeta ruso Aleksandr Blok.
Aunque es más conocido en Occidente por haber creado la Tabla periódica de los elementos, la contribución de Dmitri Mendeléyev al desarrollo de Rusia fue muy vasta y por ello es reconocido como una verdadera personalidad del Renacimiento ruso. Sus campos de estudio variaron desde la química hasta la aeronáutica.
Su amplio conocimiento lo llevó a convertirse en una figura influyente entre sus contemporáneos, fue asesor del ministro de Hacienda de Rusia, Serguéi Witte, y escribió más de 70 artículos sobre el desarrollo económico y social del país.
Mendeléyev fue uno de los más grandes maestros de su tiempo y se le atribuye el mérito de haber educado a miles de estudiantes.
Falleció el 2 de febrero de 1907, casi ciego. Se considera a Mendeléyev un genio, no solo por el ingenio que mostró para aplicar todo lo conocido y predecir lo no conocido sobre los elementos químicos y plasmarlo en la tabla periódica, sino por los numerosos trabajos realizados a lo largo de toda su vida en diversos campos de la ciencia, agricultura, ganadería, industria y petróleo.

## Carrera académica
Presentó la tesis Sobre volúmenes específicos para conseguir la plaza de maestro de escuela, y la tesis Sobre la estructura de las combinaciones silíceas para alcanzar la plaza de cátedra de química en la Universidad de San Petersburgo. A los 23 años, era ya encargado de un curso de dicha universidad.

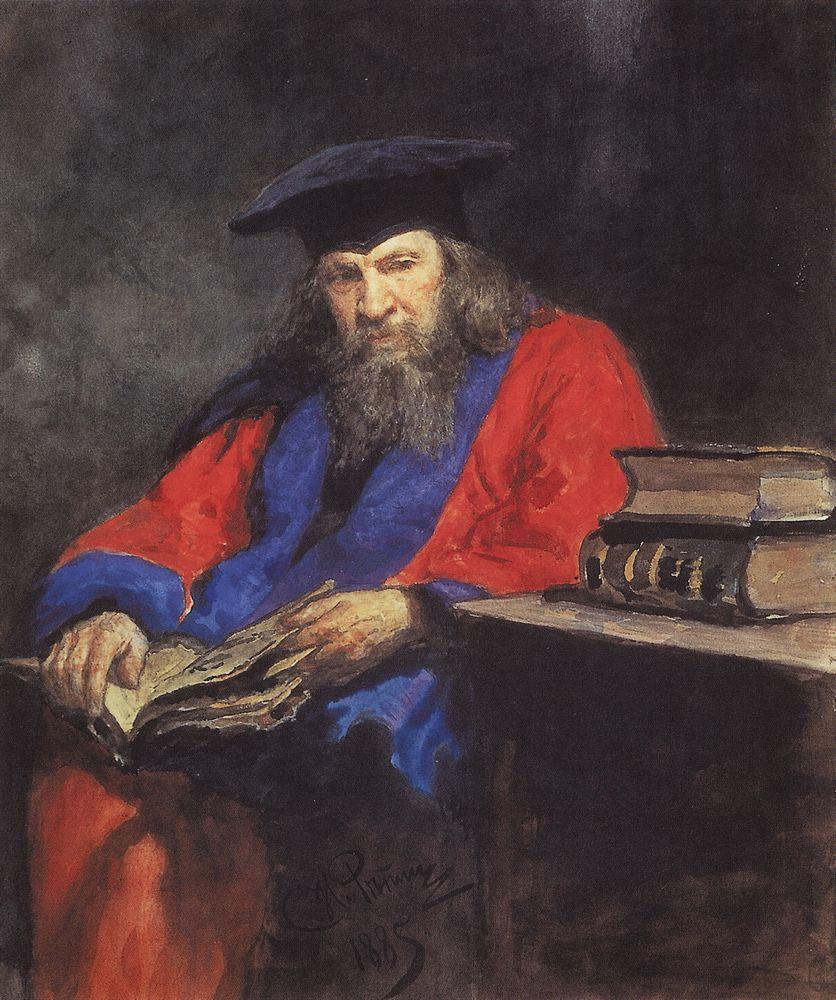
Retrato de Dmitri Mendeléyev, de Iliá Repin.

Gracias a una beca, pudo ir a Heidelberg, donde realizó diferentes investigaciones junto a Gustav Kirchhoff y Robert Bunsen, y publicó un artículo sobre “La cohesión de algunos líquidos y sobre el papel de la cohesión molecular en las reacciones químicas de los cuerpos”. Este trabajo lo pudo realizar gracias a unos aparatos de precisión encargados en París con los cuales encontró la temperatura absoluta de ebullición, y descubrió por qué algunos gases no se podían licuar (porque se encontraban por encima de la temperatura de ebullición).
Participó en el congreso de Karlsruhe donde quedó impresionado por las ideas sobre el peso de los elementos que planteó Cannizzaro. Al volver a San Petersburgo, se encontró sin trabajo fijo, lo que le dio tiempo para escribir diferentes obras. Entre las cuales destaca su libro Química orgánica, que escribió influido por lo que había escuchado en Karlsruhe.
Sobre la personalidad de Mendeléyev se puede decir que era un adicto al trabajo y su fama de mal carácter estaba basada en que mientras trabajaba, gritaba, gruñía y refunfuñaba. Se dice que alguien le preguntó sobre su mal genio, a lo que contestó que era una manera de mantenerse sano y no contraer úlcera.
En 1864, fue nombrado profesor de tecnología y química del Instituto Técnico de San Petersburgo. En 1867, ocupó la cátedra de química en la Universidad de San Petersburgo, donde estudió el isomorfismo, la compresión de los gases y las propiedades del aire enrarecido.
Permanecería en esta cátedra 23 años. Mendeléyev estaba a favor de la introducción de reformas en el sistema educativo ruso. No consiguió ser elegido presidente de la Academia Imperial de Ciencias, debido a su liberalismo.

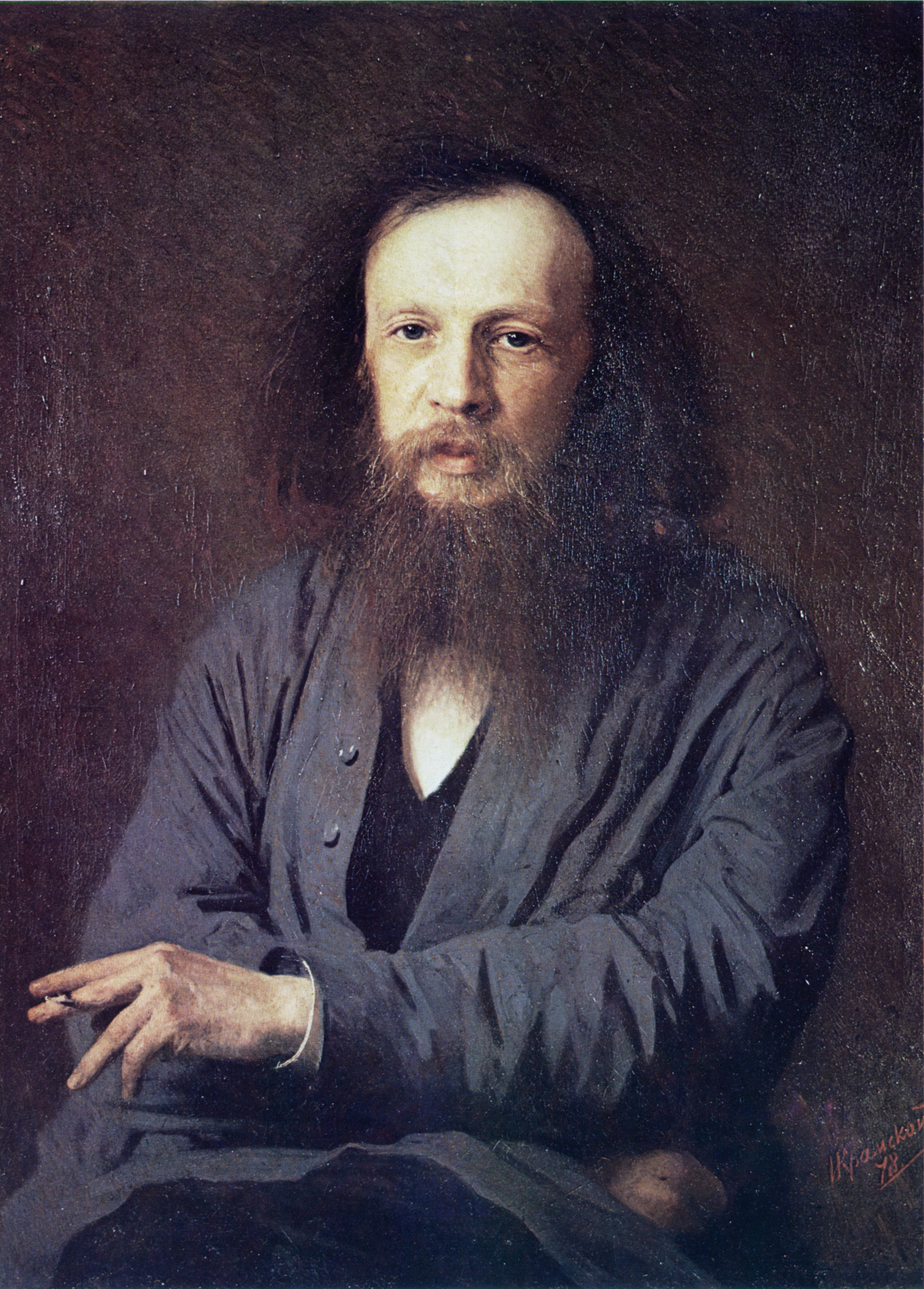
Dmitri Mendeléyev (1878), por Iván Kramskói.

En 1890, terminó su estancia en la universidad, debido a que intercedió por los estudiantes, y entregó a Iván Deliánov, ministro de Instrucción Pública, una carta dirigida al zar Alejandro III de Rusia. El ministro se la devolvió con una nota adjunta que decía:

Por orden del ministro de Instrucción Pública, el papel que se adjunta se devuelve al Consejero de Estado, profesor Mendeléyev, ya que ni el ministro ni ninguno de los que están al servicio de su Majestad Imperial tiene derecho de recibir esta clase de papeles…

Indignado, Mendeléyev dejó las aulas de la universidad. Quizá por esto, se mantuvo desde entonces al margen de la política y del Estado, aunque manifestaba sus ideas liberales y su oposición a la opresión.
En 1865, tras la liberación de los siervos producida en 1861, decidió comprar una granja en la que puso en práctica métodos científicos para la mejora de la cosecha y tuvo una relación humanitaria con los campesinos. Obtuvo un rendimiento muy por encima de lo que se producía antes, por lo que muchos campesinos de granjas cercanas fueron a pedir su consejo.[cita requerida]
En 1869, publicó la más importante de sus obras, Principios de química, donde formulaba su famosa tabla periódica, traducida a multitud de lenguas y que fue libro de texto durante muchos años. Fue defensor de la ciencia aplicada y de los estudios para mejorar las técnicas de producción industrial en numerosos ámbitos. Contribuyó a la construcción de la primera refinería petrolera de Rusia, planteó las primeras teorías sobre el origen del petróleo y llegó a pronosticar que este recurso se convertirá en un componente clave de la economía mundial. En 1863, fue el primero en sugerir la idea de utilizar tuberías para el transporte de combustible. Impulsó la importancia del petróleo como materia prima para la petroquímica. Se le atribuye la afirmación de que la quema de petróleo como combustible "sería similar a prender una estufa de cocina con los billetes de banco".
En 1876, fue enviado a Estados Unidos, para informarse sobre la extracción del petróleo y ponerla luego en práctica en el Cáucaso. El estudio del refino del petróleo lo llevó a investigar el fenómeno de la atracción de las moléculas de cuerpos homogéneos o diferentes, materia que estudió hasta el día de su muerte. En 1887, publicó Estudio de las disoluciones acuosas según el peso específico, donde concluye que las soluciones contienen asociaciones de moléculas hidratadas en un estado de equilibrio móvil, que se disocian de diferentes maneras siguiendo el tanto por ciento de concentración.
En 1887, emprendió un viaje en globo en solitario para estudiar un eclipse solar. El aparato estaba destinado a levantarse a suficiente altura para ofrecer una visión sin obstrucciones de un eclipse solar al científico y a un piloto. Una oportunidad única para estudiar la corona solar. Sin embargo, el día del evento llovió, echando a perder todos los planes de observación. A pesar de esto, se dice que Mendeléyev sacó al piloto y demás cosas de la canasta para poder realizar el vuelo.
Científicamente, este viaje no tuvo importancia alguna. El aerostato no logró sobrevolar las nubes pero fue un éxito como reclamo publicitario. La dramática historia de un famoso científico que arriesga su vida y se ve obligado a realizar reparaciones para realizar el primer vuelo en globo aerostático fue tan audaz que la Academia de meteorología francesa le otorgó una medalla. Cabe mencionar que también fue este ámbito uno de los muchos en los que mostró interés el genio ruso.
Además incentivó el uso de fertilizantes en la agricultura y experimentó con varios de ellos en su propia finca. Mejoró e inventó varios instrumentos, entre ellos un aparato para medir la densidad de los líquidos. Fue director de la Oficina de Pesos y Medidas de Rusia, e influyó en la transición del país al sistema métrico. En 1889, fue nombrado miembro honorario del Consejo de Comercio y Manufacturas.
En 1890, por un encargo del Ministerio de Guerra y Marina, preparó una pólvora sin humo al pirocolodión. A petición de la Armada rusa, realizó estudios sobre la experiencia europea en la producción de pólvora sin humo y desarrolló su propia fórmula, denominada “pyrocollodion”, así como también ayudó al desarrollo de la industria del país. No se sabe por qué la fórmula no se adoptó en Rusia y en su lugar se exportó técnica francesa. Hay quienes sostienen que fue debido a la competencia entre funcionarios militares; otros citan los estrictos requisitos para el proceso propuesto por Mendeléyev. Sin embargo, se produjo y se importó una especie de pólvora muy parecida a la suya a gran escala en los Estados Unidos durante la Primera Guerra Mundial, incluso al posible país de origen.
En 1892, fue nombrado conservador científico de la Oficina de Pesas y Medidas, en compensación por lo ocurrido en la universidad. Después de un año, tras haberlo reorganizado, fue nombrado director, lo que lo comprometió a realizar diversos viajes, entre los que se encuentra el realizado a Londres, donde recibió los doctorados honoris causa de las universidades de Cambridge y Oxford.
En 1902, viajó a París y visitó a Marie y Pierre Curie, en su laboratorio. Observó el experimento de la fosforescencia del sulfuro de zinc, debida a los rayos X, y concluyó que “en los cuerpos radiactivos existe un gas etéreo que provoca vibraciones luminosas y que entra y sale de los cuerpos como un cometa entra y sale del sistema solar”.[cita requerida]
No lo terminó de convencer la teoría de la radiactividad y la estructura del átomo. Consideraba la radiactividad como una propiedad o un estado de las sustancias, mientras que los átomos y moléculas no existían realmente, aunque sí lo hacía la energía. Viajó por toda Europa visitando a diversos científicos.[cita requerida]
Hizo aportes a la investigación y construcción naval y a los viajes marítimos al Ártico. Participó en la elaboración de la navegación por el Ártico y en la creación de nuevos tipos de buques rusos. Asimismo, participó en el diseño del Yermak, el primer rompehielos del Ártico. La idea de hacer que los territorios del norte de Rusia fueran accesibles por mar era muy atractiva para el científico ilustrado.[cita requerida]
En Rusia nunca se lo reconoció, debido a sus ideas liberales, por lo que nunca fue admitido en la Academia Rusa de las Ciencias. Sin embargo, en 1955 se nombró mendelevio (Md) al elemento químico de número atómico 101, en su honor.[cita requerida]

### Premio Nobel fallido

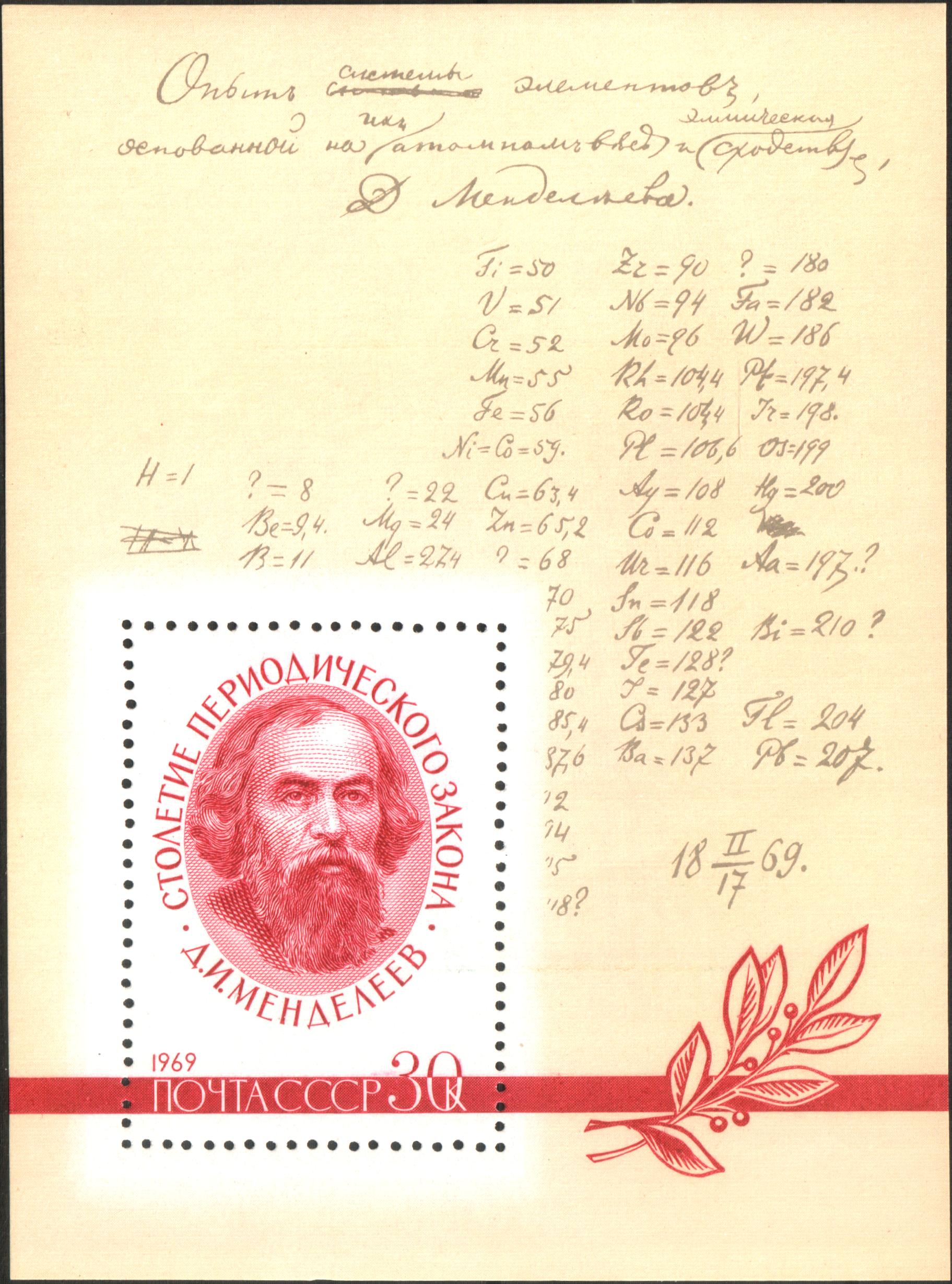
Franqueo soviético con sello, en honor de Mendeléyev.

Dmitri Mendeléyev estuvo a punto de conseguir un Premio Nobel, circunstancia que finalmente se le resistió. El Comité Nobel de Química recomendó a la Academia Sueca de Ciencias que el máximo galardón se le concediera al creador de la tabla periódica y, a pesar de que son muy pocas las ocasiones en las que la Academia ignora las recomendaciones del Comité, desafortunadamente ésta fue una de ellas. En 1906, la casi totalidad de los miembros de la Real Academia de las Ciencias de Suecia estaban de acuerdo en que el justo merecedor del Premio Nobel de Química de ese año debía ser el ruso Dmitri Mendeléyev, al que habían hecho miembro de la Academia un año antes y a quien consideraban como una de las mentes más brillantes, por lo que debía de ser recompensando (entre otras muchas cosas) por poner los cimientos de la tabla periódica de elementos.
Inesperadamente, poco antes de ser anunciado el nombre de Mendeléyev, como ganador del Premio Nobel, la Academia cambió de opinión y se lo concedió al químico francés Henri Moissan. El motivo de esa repentina y sorprendente decisión estuvo causada por la intervención de Peter Klason, académico que discrepó de la conveniencia de otorgar el Nobel al químico ruso por algo que había realizado cuatro décadas atrás (en 1869), por lo que propuso el nombre de Moissan por sus investigaciones sobre el aislamiento del flúor. Pero quien realmente estaba detrás del empeño de que a Dmitri Mendeléyev no se le concediera el Premio Nobel y había convencido a Klason para que fuese discordante con el resto de académicos fue Svante August Arrhenius, ganador del Premio Nobel en 1903 por la teoría de la disociación electrolítica.[cita requerida]
Arrhenius, a pesar de no ser miembro de la Academia, tenía mucha influencia entre varios de sus colegas, y poco a poco logró ir convenciéndolos gracias a la inestimable colaboración que le prestó Peter Klason. Y es que todo ese empeño para que a Mendeléyev no se le concediera el premio venía originado por un conflicto personal que Arrhenius tenía desde hacía tres años atrás, cuando le concedieron a él el Nobel y su colega ruso criticó duramente y en público su teoría de la disociación electrolítica. Un año después de que se truncara ese reconocimiento a su labor, el científico murió.

## Ideales
Dmitri Mendeléyev nació y creció en la tradicional e inmovilista Rusia de los zares, y siempre estuvo señalado dentro de su país, por entonces todo un imperio, como una persona liberal, algo que le perjudicó dentro de sus fronteras. Creció en la fe ortodoxa, aunque su madre lo animó desde pequeño a "buscar la verdad divina paciencia y científica". Más adelante, abandonó esta fe y abrazó el deísmo, que acepta el conocimiento de Dios a través de la razón y la experiencia personal, en lugar a través de la revelación directa, la fe o la tradición.
La economía y la política social fueron algunos de sus temas favoritos y fue un gran defensor del proteccionismo y del desarrollo de las industrias nacionales.

## Obra científica

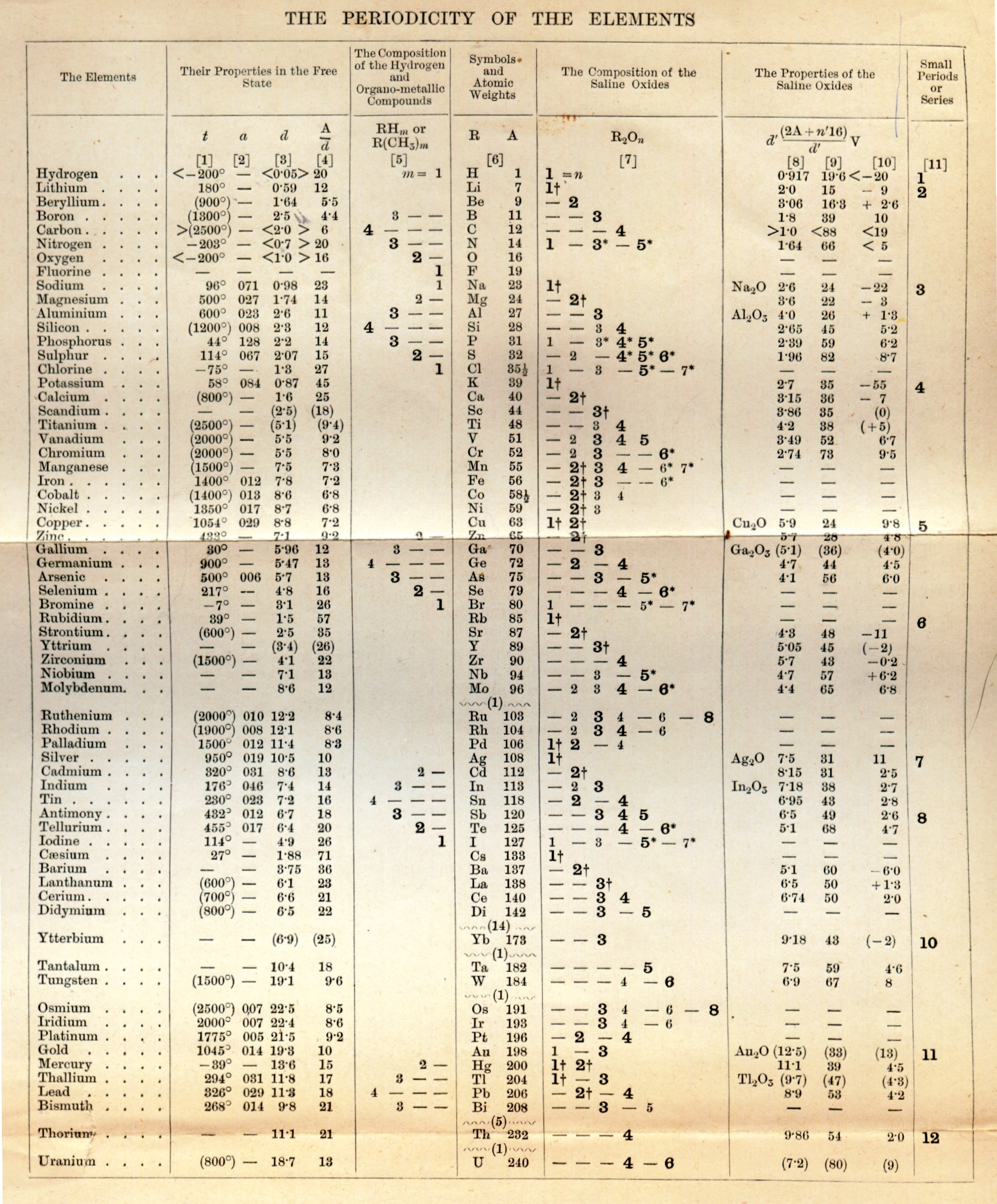
El gran éxito de Mendeléyev, la tabla periódica y la predicción de elementos no descubiertos aún en 1891.

La ordenación de los elementos químicos en una tabla periódica fue el gran aporte de Mendeléyev a la ciencia, pues esta agrupación por pesos atómicos y valencias permite observar una regularidad en las propiedades de los elementos. Además, intuyó que aún faltaban elementos por descubrirse, y por este motivo había huecos en la tabla, y señaló las propiedades que éstos debían poseer.
En 1860, inició sus estudios sobre la confección de un manual de química. Para ello, elaboró unas tarjetas donde iba enumerando las propiedades más significativas de los elementos conocidos hasta entonces. Al ordenar estas tarjetas, pudo comprobar que sesenta aparecían en fila y la mayoría de los elementos estaban ordenados en orden creciente respecto a su masa atómica relativa. De esta manera, los elementos con propiedades químicas análogas, quedaban ubicados en grupos verticales.
Con anterioridad, en 1817, J. W. Döbereiner, cuando aún se conocían muy pocos elementos químicos, intuyó la existencia de las tríadas o grupos de elementos con propiedades parecidas, con la característica de que el peso atómico del elemento central era la media aritmética aproximada de los pesos atómicos de los elementos extremos; este era el caso, por ejemplo, del litio, sodio y potasio o del cloro, bromo y yodo o del azufre, selenio y telurio.
También, A. E. de Chancourtois, en 1862, estableció una hélice telúrica o tornillo telúrico, situando los elementos químicos en orden de pesos atómicos crecientes sobre una hélice, con 16 elementos por vuelta. De esta manera, observó que muchos de los elementos de propiedades análogas quedaban ubicados en la generatriz del cilindro, unos encima de otros; enunció de esta manera una ley que decía que las propiedades de los elementos son las propiedades de los números.
En 1868, J. A. Newlands había ordenado los elementos en agrupaciones lineales, enunciando su ley de las octavas, en la que afirmaba que, si se situaban todos los elementos en un orden creciente de pesos atómicos después de cada siete elementos, aparecía un octavo cuyas propiedades son similares a las del primero, pero Dimitri desconocía este trabajo y, por otra parte, el suyo le superó con creces.
La elaboración de la tabla como tal se realizó a lo largo de los años 1868-1869. Una primera versión se presentó a la Sociedad Química Rusa, donde aparecía de forma explícita la idea de que las propiedades de los elementos pueden representarse a través de funciones periódicas de sus pesos atómicos.[cita requerida]
Simultáneamente a Mendeléyev, pero de forma independiente, J. L. Meyer llegó a una clasificación prácticamente igual, pero se basó en las propiedades físicas de los elementos y no en las químicas, como hizo Mendeléyev.[cita requerida]
El gran mérito de Mendeléyev estriba en la importancia que dio a la semejanza de grupo, llegando a las siguientes conclusiones:
- considera incorrectos ciertos pesos atómicos y los altera, pues no se ajustaban al esquema general de la tabla;
- predice nuevos estados de valencia de algunos elementos;
- invierte el orden de los pesos atómicos crecientes cuando conviene, como en el caso del telurio y el yodo;
- deja vacantes algunas posiciones de la tabla, para ubicar en ellas elementos aún no descubiertos y que pensó que existirían si realmente se verificaba la ley de la periodicidad.

Partiendo de este carácter periódico de la tabla, predijo las propiedades de algunos elementos desconocidos, y en concreto los que debían ocupar las posiciones inmediatamente inferiores del boro, aluminio y silicio, y a los que él denominó: eka-boro, eka-aluminio y eka-silicio, respectivamente. Poco tiempo después, el descubrimiento del eka-aluminio, designado como galio (de número atómico 31, descubierto en 1875 por L. de Boisbaudran), el eka-boro, denominado escandio (de número atómico 21, descubierto en 1879 por L. F. Nilson), y el eka-silicio, designado como germanio (el número 32, descubierto por Winkler, en 1886), le dieron la razón.
Posteriormente, se añadieron a la tabla los gases nobles y los transuránidos y, si bien cuando comenzaron a descubrirse los primeros gases inertes pareció que la teoría de la periodicidad se derrumbaba, se observó que, al intercalar en la relación de los elementos por orden de pesos atómicos crecientes, era suficiente con invertir el argón y el potasio para que todos encajaran en una columna, ubicada entre la de los halógenos y la de los metales alcalinos. Después, Moseley y Bohr dieron una explicación a esta ordenación, usando el concepto de estructura atómica. La periodicidad de las propiedades observadas por Mendeléyev se debe al número de electrones en los orbitales de sus últimos niveles.[cita requerida]

## La tabla periódica

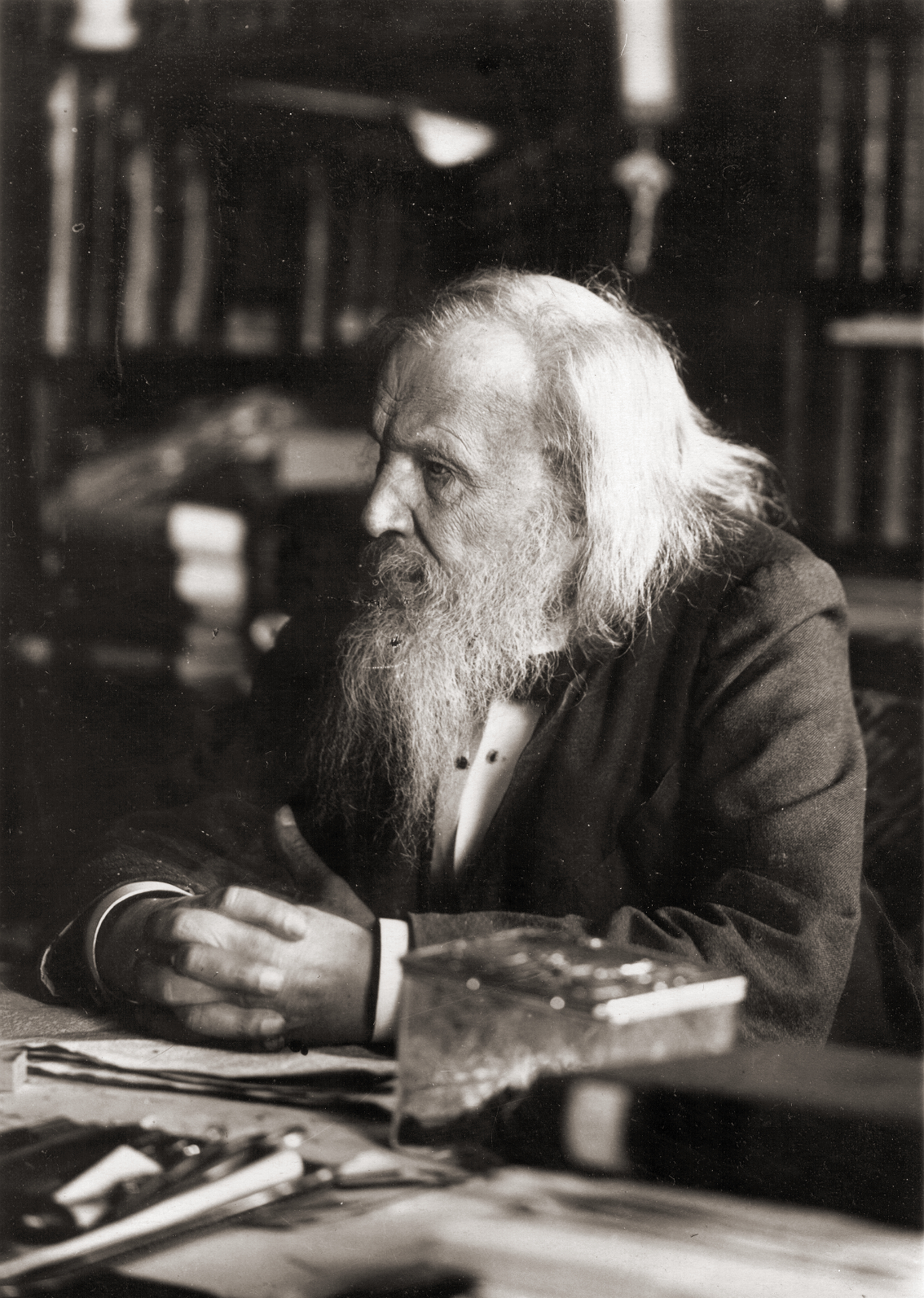
Dmitri Mendeléyev en 1897.

El sistema periódico es la clasificación de todos los elementos químicos, naturales o creados artificialmente. A medida que se perfeccionaron los métodos de búsqueda, el número de elementos químicos conocidos fue creciendo sin cesar y surgió la necesidad de ordenarlos de alguna manera. Se realizaron varios intentos, pero el intento decisivo lo realizó Mendeléyev, que creó lo que hoy se denomina sistema periódico.
Mendeléyev ordenó los elementos según su masa atómica, situando en una misma columna los que tuvieran algo en común. Al ordenarlos, se dejó llevar por dos grandes intuiciones; alteró el orden de masas cuando era necesario para ordenarlos según sus propiedades y se atrevió a dejar huecos, postulando la existencia de elementos desconocidos hasta ese momento.
Dmitri Mendeléyev publicó su tabla periódica con todos los elementos conocidos y predijo varios de los nuevos elementos para completar la tabla. Solo unos meses después, Meyer publicó una tabla prácticamente idéntica. Algunos consideran a Meyer y Dmitri Mendeléyev los cocreadores de la tabla periódica. Este último logró predecir con precisión las cualidades de lo que llamó eka-silicio, eka-aluminio y eka-boro (germanio, galio y escandio, respectivamente).

Falta un elemento en este sitio y, cuando sea encontrado, su peso atómico lo colocará antes del titanio. El descubrir la laguna colocará los últimos elementos de la columna en los renglones correctos; el titanio corresponde con el carbono y el silicio.
Dmitri Mendeléyev.

Con todo, su principal logro investigador fue el establecimiento del llamado sistema periódico de los elementos químicos, o tabla periódica, gracias al cual culminó una clasificación definitiva de los citados elementos (1869) y abrió el paso a los grandes avances experimentados por la química en el siglo XX.
Aunque su sistema de clasificación no era el primero que se basaba en propiedades de los elementos químicos, como su valencia, sí incorporaba notables mejoras, como la combinación de los pesos atómicos y las semejanzas entre elementos, o el hecho de reservar espacios en blanco correspondientes a elementos aún no descubiertos como el eka-aluminio o galio (descubierto por Boisbaudran, en 1875), el eka-boro o escandio (Nilson, 1879) y el eka-silicio o germanio (Winkler, 1886). Actualmente se emplea el formato de la tabla elaborada por Werner, con los lantánidos y actínidos en columnas propias.

## Fallecimiento
Los últimos años de la carrera los pasó en la enfermería debido a un diagnóstico de tuberculosis. Falleció el 2 de febrero de 1907, casi ciego. Se considera a Mendeléyev un genio, no solo por el ingenio que mostró para aplicar todo lo conocido y predecir lo no conocido sobre los elementos químicos y plasmarlo en la tabla periódica, sino por los numerosos trabajos realizados a lo largo de toda su vida en diversos campos de la ciencia, agricultura, ganadería, industria, petróleo, etc.

## Reconocimientos y honores

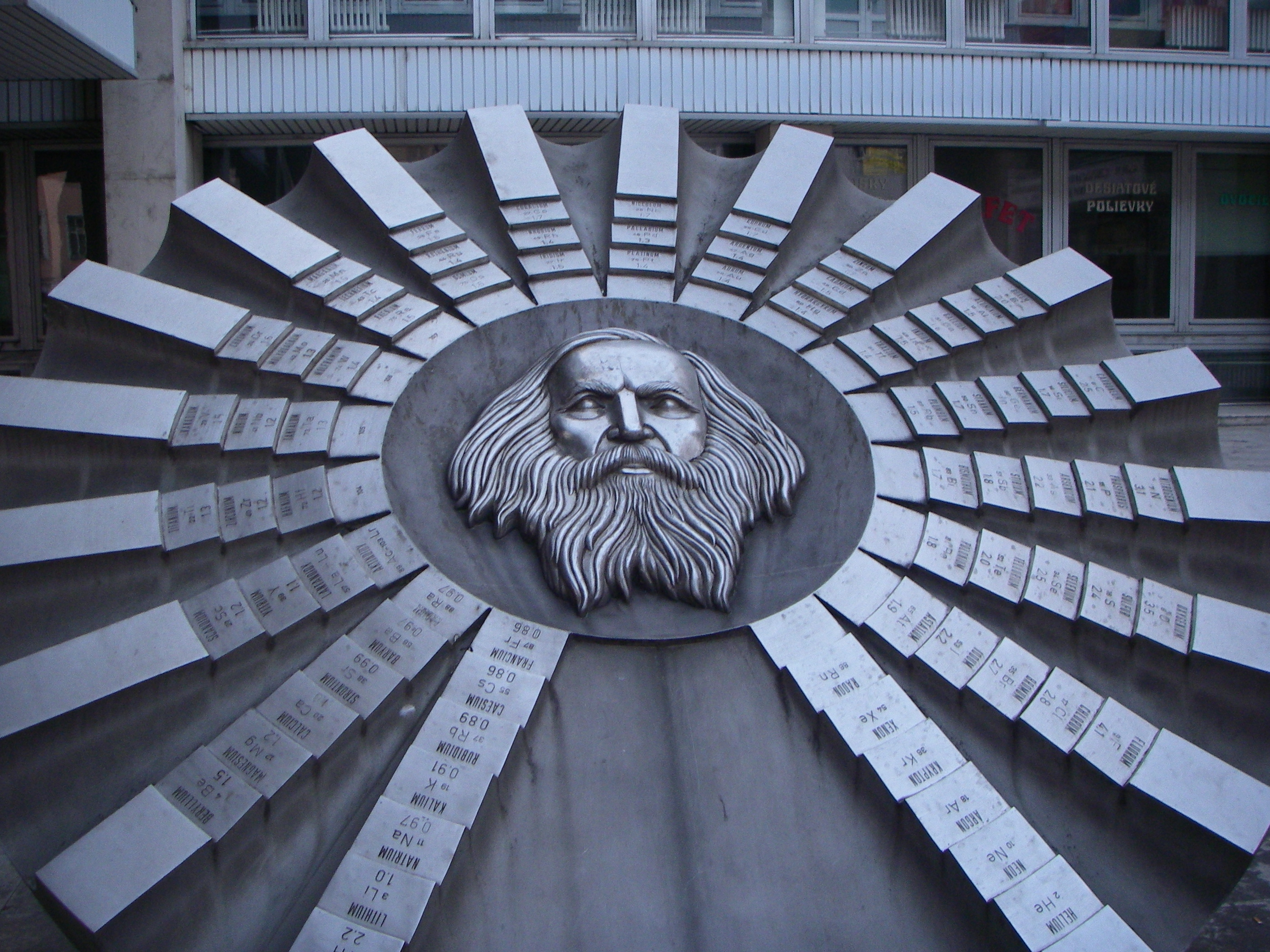
Escultura en honor a Mendeléyev y su tabla periódica, situada en Bratislava (Eslovaquia).

- En 1905 Dimitri Mendeléyev fue premiado con la Medalla Copley, es un premio que otorga anualmente la Real Sociedad de Londres a una persona física como reconocimiento al trabajo científico por sus logros sobresalientes en las ciencias físicas o biológicas.
- En 1955 se nombró mendelevio (Md) al elemento químico de número atómico 101 en la tabla periódica, en su honor por sus investigaciones en esa materia.
- En su honor se erigió el Monumento a la farmacia DI Mendeléyev en San Petersburgo.
- Escultura en honor a Mendeléyev y su tabla periódica, situada en Bratislava, Eslovaquia.
- Franqueo soviético con sello en honor de Mendeléyev.

## Eponimia
- El cráter lunar Mendeleev lleva este nombre en su memoria.[15]
- El asteroide (2769) Mendeleev también conmemora su nombre.[16]